# El siervo inútil
El siervo inútil es una película thriller argentina de 2023 dirigida por Fernando Lacolla.
La película fue seleccionada para competir en la sección oficial a la mejor película de la Competencia Argentina en la 24° edición del Buenos Aires Festival Internacional de Cine Independiente.

## Sinopsis
Luca, un reservado empleado inmobiliario, se enfrenta a la burocracia que impide que una construcción avance, lo que le lleva a recurrir a un representante que le convertirá en su testaferro. Cegado por la ambición, no se da cuenta de que esto le conducirá a una caída sin límites.

## Premios y nominaciones
| Premio/Festival de Cine                                   | Fecha del evento                 | Categoría                            | Nominado         | Resultado | Ref.  |
| --------------------------------------------------------- | -------------------------------- | ------------------------------------ | ---------------- | --------- | ----- |
| Buenos Aires Festival Internacional de Cine Independiente | 19 de abril al 1 de mayo de 2023 | Competencia argentina Mejor película | El siervo inútil | Pendiente | [ 2 ] |